# Mont Jinyun
 (janvier 2013).
Si vous disposez d'ouvrages ou d'articles de référence ou si vous connaissez des sites web de qualité traitant du thème abordé ici, merci de compléter l'article en donnant les références utiles à sa vérifiabilité et en les liant à la section « Notes et références ».
Le mont Jinyun (chinois simplifié : 缙云山 ; chinois traditionnel : 縉雲山 ; pinyin : jìn yún shān) est situé dans le district de Beibei de la municipalité de Chongqing en Chine.

## Pics
Le point culminant est le pic de l'Aiguille de Jade qui culmine à 1 050 m d'altitude. Le plus célèbre est le pic du Lion qui s'élève 980 m d'altitude.

## Parc national du mont Jinyun
La parc paysager du mont Jinyun de Chongqing (重庆缙云山风景名胜区) a été proclamé parc national le 8 novembre 1982.